# Scatophila cribrata
Scatophila cribrata – gatunek muchówki z rodziny wodarkowatych i podrodziny Ephydrinae.
Gatunek ten opisany został w 1844 roku przez Christiana Stenhammara jako Ephydra cribrata.
Muchówka o ciele długości około 1,3 mm. Głowę ma z jedną parą szczecinek orbitalnych i niewklęsłą twarzą. Tułów charakteryzuje jedna para szczecinek śródplecowych położonych przed szwem poprzecznym oraz dwa podłużne pasy białej barwy na śródpleczu. Użyłkowanie skrzydła cechuje żyłka kostalna dochodząca tylko do żyłki radialnej R4+5. Ubarwienie przezmianek jest czarne. Odwłok jest gęsto zarośnięty, brązowy z szarymi tylnymi brzegami tergitów.
Owad znany z Wielkiej Brytanii, Belgii, Niemiec, Szwecji, Finlandii, Austrii, Włoch, Polski, Estonii, Czech, Ukrainy i Nearktyki.